# 布里奧尼·皮特曼
布里奧尼·皮特曼（英語：Bryony Pitman，1997年3月13日—）是一名英國射箭運動員。2019年歐洲運動會射箭比賽她奪得反曲弓女子團體金牌。2019年世界射箭錦標賽她奪得反曲弓女子團體銅牌。